# Aulon (Hautes-Pyrénées)
Aulon ist eine französische Gemeinde mit 99 Einwohnern (Stand 1. Januar 2022) im Département Hautes-Pyrénées in der Region Okzitanien (vor 2016: Midi-Pyrénées). Die Gemeinde gehört zum Arrondissement Bagnères-de-Bigorre und zum Kanton Neste, Aure et Louron.
Die Einwohner werden Aulonais und Aulonaises genannt.

## Geographie
Aulon liegt circa 27 Kilometer südöstlich von Bagnères-de-Bigorre in der historischen Provinz Quatre-Vallées am südöstlichen Rand des Départements.
Umgeben wird Aulon von den sieben Nachbargemeinden:
| Bagnères-de-Bigorre | Campan                                      | Ancizan     |
| Vielle-Aure         | Kompassrose, die auf Nachbargemeinden zeigt | Guchen      |
|                     | Saint-Lary-Soulan                           | Vielle-Aure |

Ein Teil des Gemeindegebiets ist das seit 2001 klassifizierte regionale Naturschutzgebiet Réserve naturelle régionale d’Aulon, das zum Nationalpark Pyrenäen gehört.
Die Gemeinde erhielt die Auszeichnung „Eine Blume“, die vom Conseil national des villes et villages fleuris (CNVVF) im Rahmen des jährlichen Wettbewerbs der blumengeschmückten Städte und Ortschaften verliehen wird.

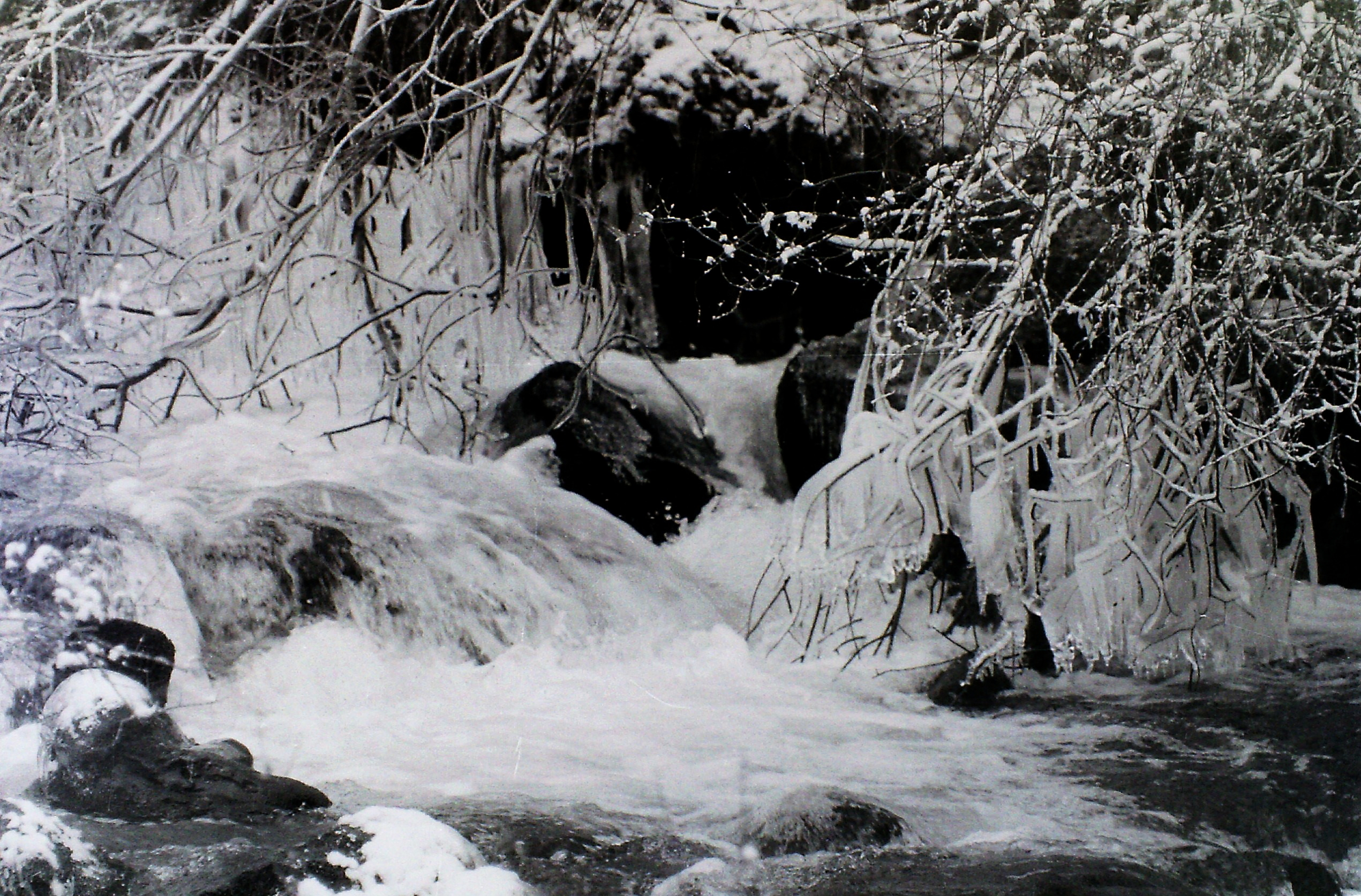
Der Lavedan im Winter

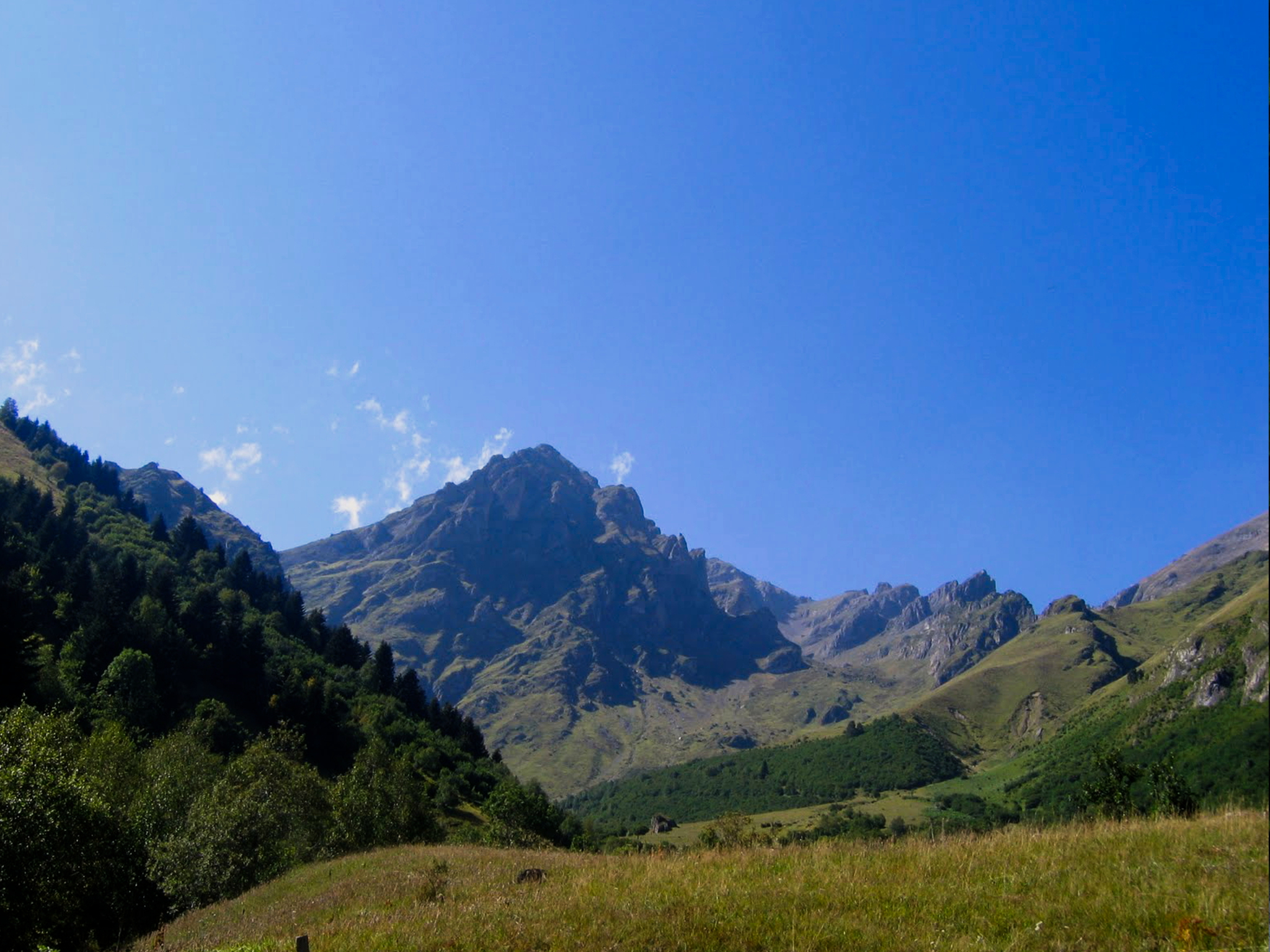
Der Pic Mail (2.621 m) von den Scheunen vom Weiler Lurgues gesehen

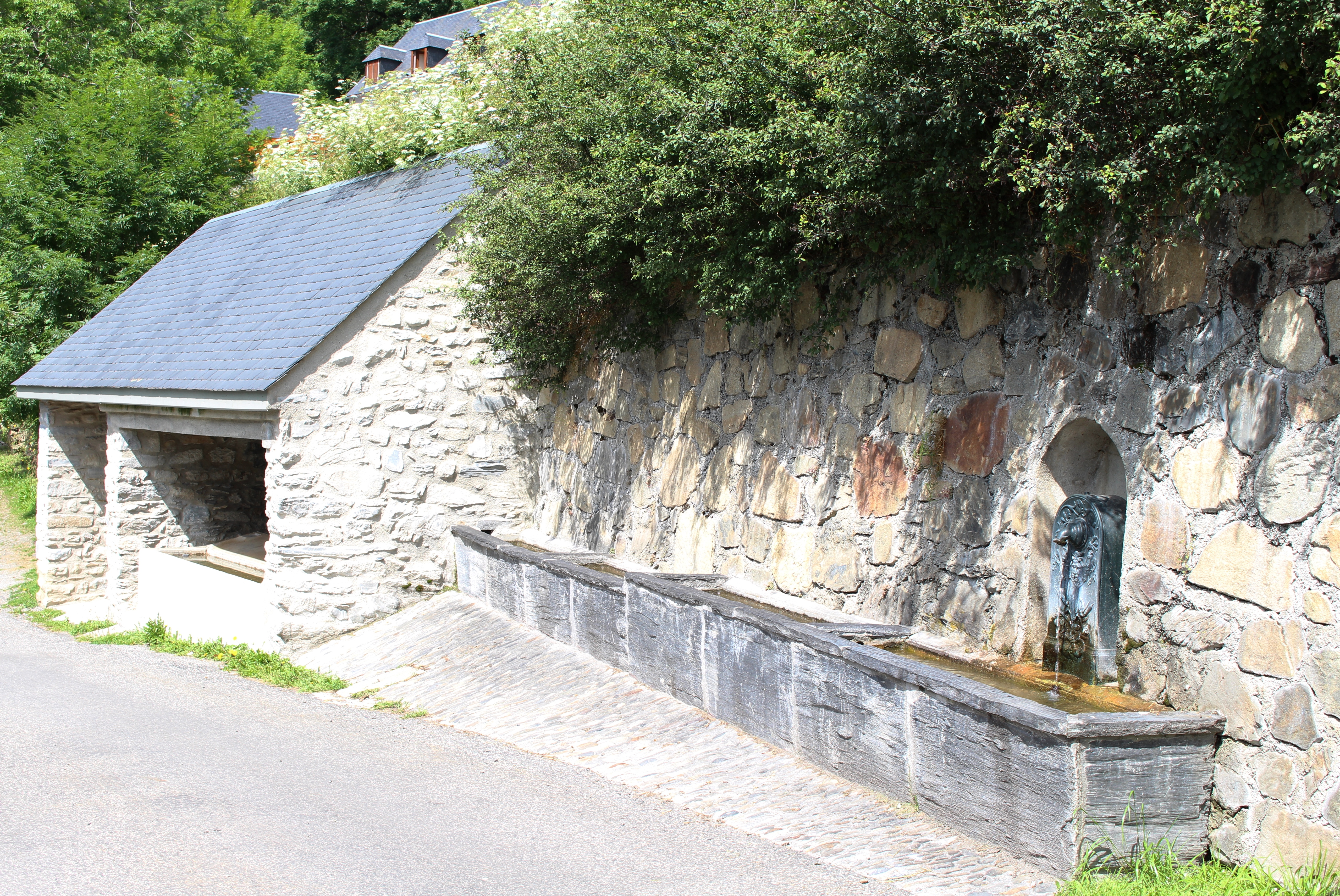
Waschplatz

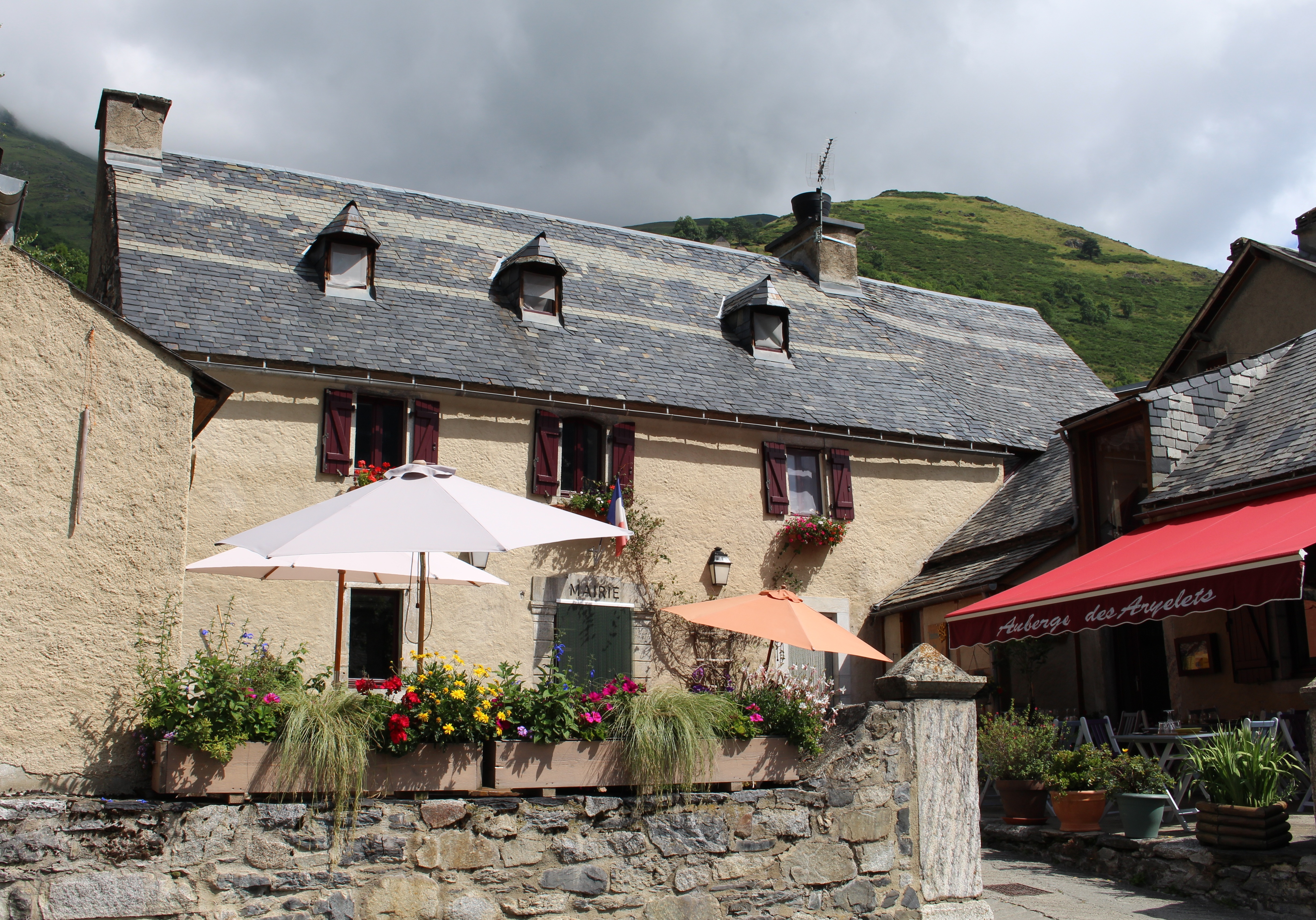
Bürgermeisteramt (Mairie) von Aulon

Aulon liegt im Einzugsgebiet des Flusses Garonne.
Der Lavedan, ein Nebenfluss der Neste, durchquert das Gebiet der Gemeinde zusammen mit seinen Nebenflüssen
- dem Ruisseau de Rabat mit seinem Nebenfluss,
  - dem Labays,
- dem Ruisseau du Castet,
- dem Ruisseau de Rams,
- dem Ruisseau du Couradet,
- dem Ruisseau de Pales,
- dem Ruisseau de Lapeyrie mit seinem Nebenfluss,
  - dem Le Rioutort, und
- dem Le Coumerloubou.[3]

## Geschichte
Im Jahre 1637 zerstörte eine Lawine den größten Teil des Dorfes. 22 Häuser und Scheunen sind Opfer eines Brandes in der Nacht vom 18. auf den 19. Februar 1843 geworden.

## Toponymie
Der okzitanische Name der Gemeinde heißt Aulon. Er stammt vom lateinischen Eigennamen Aulus zusammen mit dem Suffix -onem, die Bezeichnung für das Landgut des Aulus.
Der Spitznamen der Gemeinde lautet Eths deras aubardas d’Aulon (deutsch die mit den Packsätteln von Aulon). Dies ist ein Hinweis darauf, dass die meisten Bewohner von Aulon Pferde oder Esel besaßen, um ihr Land zu bewirtschaften.
Toponyme und Erwähnungen von Aulon waren:
- Olono (12. Jahrhundert, Kopialbuch der Grafschaft Bigorre),
- Bidal de Olo (gegen 1180, Kopialbuch der Grafschaft Bigorre),
- Aulon (Mitte des 13. Jahrhunderts, Dokumente aus Bonnefont),
- De Aulono (1387, Kirchenregister des Comminges),
- Aulon (1750, 1793 und 1801, Karte von Cassini, Notice Communale bzw. Bulletin des lois).[5][6][7]

## Einwohnerentwicklung
Nach Beginn der Aufzeichnungen stieg die Einwohnerzahl bis zur Mitte des 19. Jahrhunderts auf einen Höchststand von rund 300. In der Folgezeit sank die Größe der Gemeinde bei kurzen Erholungsphasen bis zu den 1980er Jahren auf 60 Einwohner und konnte sich seitdem auf einem Niveau von rund 85 Einwohnern stabilisieren. Diese Entwicklung wurde gestützt von der Einrichtung neuer Viehzuchtberiebe und vom Ökotourismus.
| Jahr      | 1962 | 1968 | 1975 | 1982 | 1990 | 1999 | 2006 | 2011 | 2022 |
| --------- | ---- | ---- | ---- | ---- | ---- | ---- | ---- | ---- | ---- |
| Einwohner | 76   | 68   | 66   | 60   | 80   | 84   | 76   | 81   | 99   |

## Sehenswürdigkeiten

### Pfarrkirche Saint-Félix
Die Ursprünge der dem heiligen Felix von Valois geweihte Kirche gehen bis in das 12. Jahrhundert zurück. Von diesem romanischen Bau sind vor allem die halbrunde Apsis und ein Kirchenschiff mit Tonnengewölbe erhalten geblieben. Außerdem scheint der mit einem Zeltdach gedeckte Glockenturm über der Vorhalle aus dieser Zeit zu stammen. Im 15. Jahrhundert wurde das Gebäude umgestaltet. Ein zweites Kirchenschiff mit Tonnengewölbe wurde am Ende des 16. oder zu Beginn des 17. Jahrhunderts hinzugefügt. Zu dieser Zeit wurde die Kirche mit in zwei Operationen Wandmalereien verschönert, von denen Elemente heute vor allem im Chor zu sehen sind. Eine Bruderschaft zu Ehren des heiligen Jakobus des Älteren in der Kirche wurde 1562 belegt. Eine Wandmalerei mit den Darstellungen des heiligen Felix und des Jakobus wurde 1994 während Restaurierungsarbeiten an der Kirche freigelegt. Zur gleichen Zeit kam eine Malerei mit den gekreuzigten Christus mit einer Sicht auf Jerusalem im Hintergrund und einem falschen Rahmen zutage. Außerdem wurde eine Wandmalerei im Kesselgewölbe des Chors mit Abbildungen von Christus als Richter, den Evangelisten und einem Tetramorph sichtbar. 1637 wurde die Bruderschaft de Notre-Dame des Neiges et des saints Fabien et Sébastien gegründet. Die Sakristei wurde 1847 errichtet oder neu gebaut, wie eine entsprechende Inschrift auf dem Sturz eines Fensters belegt.
Die Kirche ist seit dem 26. Juni 1989 als Monument historique eingeschrieben.
Verschiedene Ausstattungsgegenstände sind als Monument historique klassifiziert oder eingeschrieben:
- eine Statue aus bemaltem Holz aus dem 17. Jahrhundert mit der Darstellung Marias und dem Jesuskind,
- der Hauptaltar mit Altarretabel und Tabernakel aus dem 18. Jahrhundert,
- eine Glocke im gotischen Stil aus dem 15. Jahrhundert und
- ein Taufbecken aus Kalkstein aus dem 15. Jahrhundert.[11]

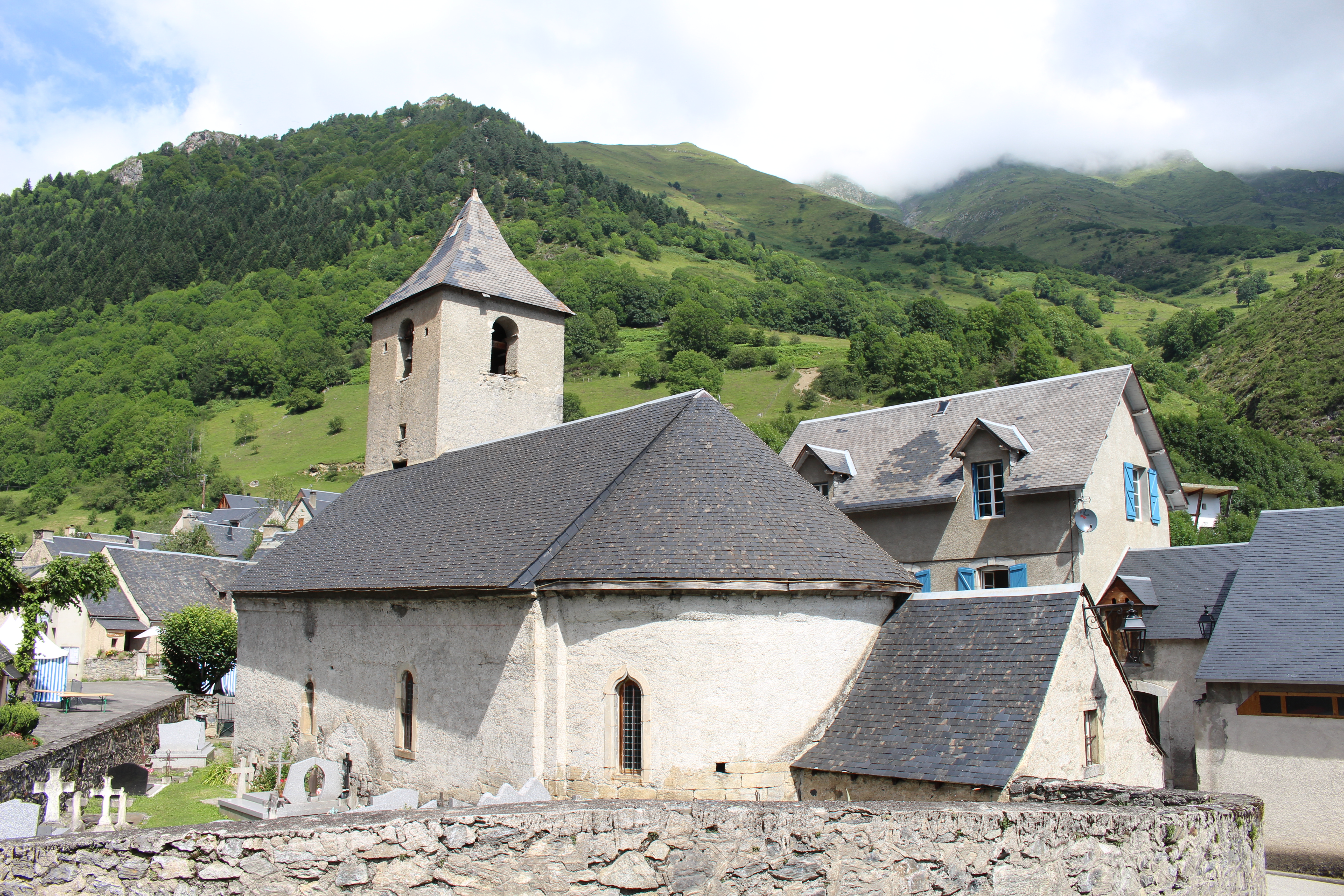
Pfarrkirche Saint-Félix
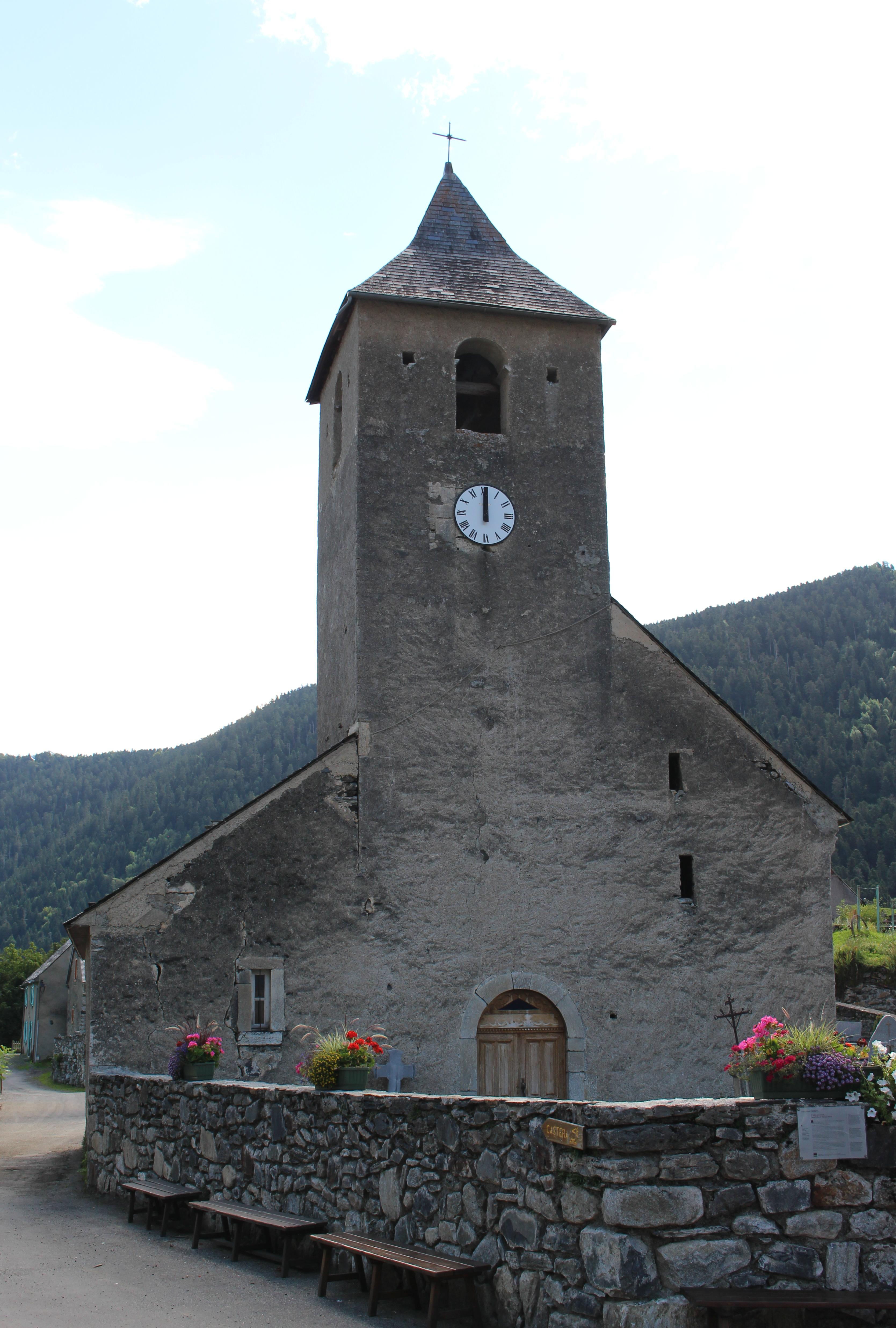
Westfassade
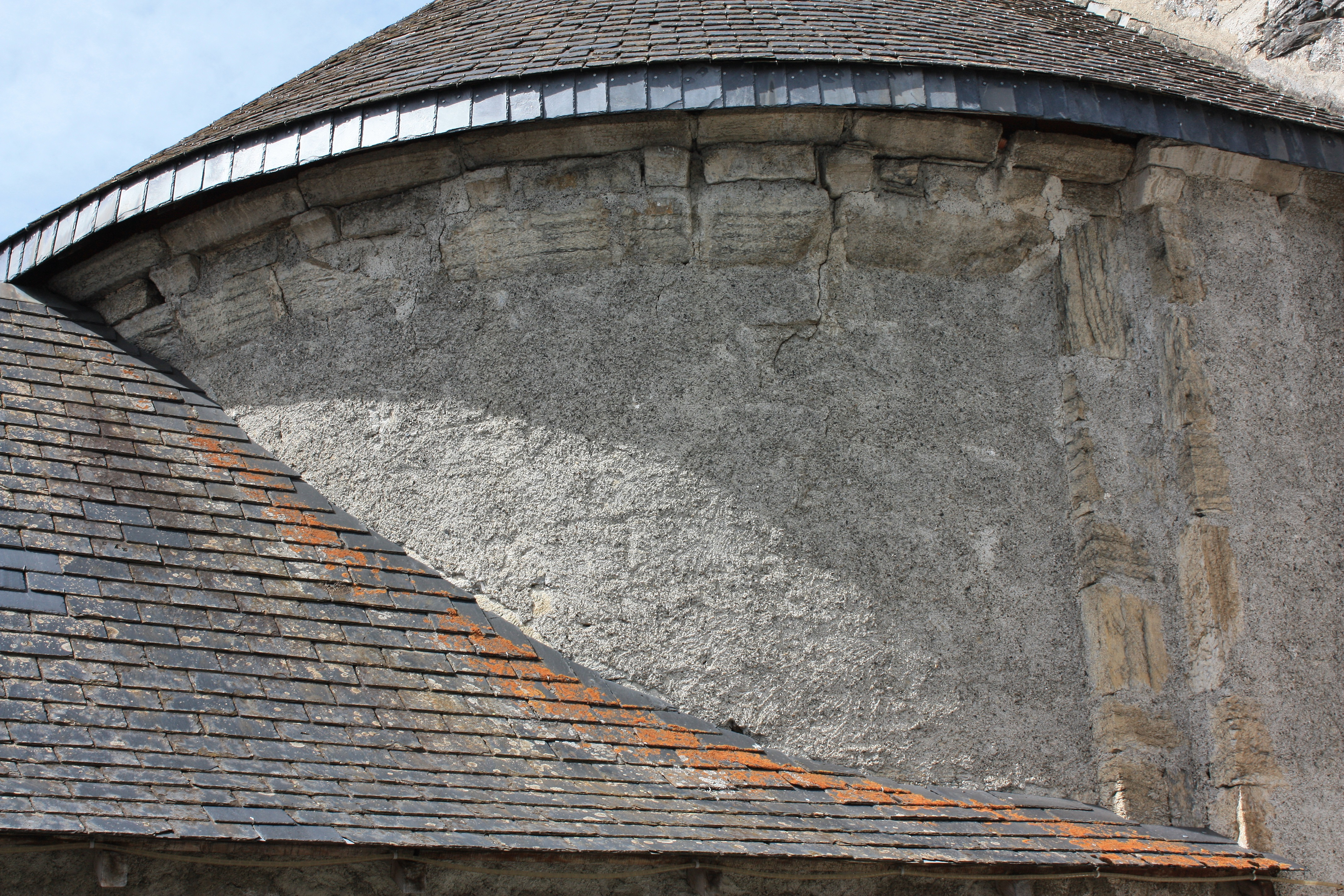
Apsis
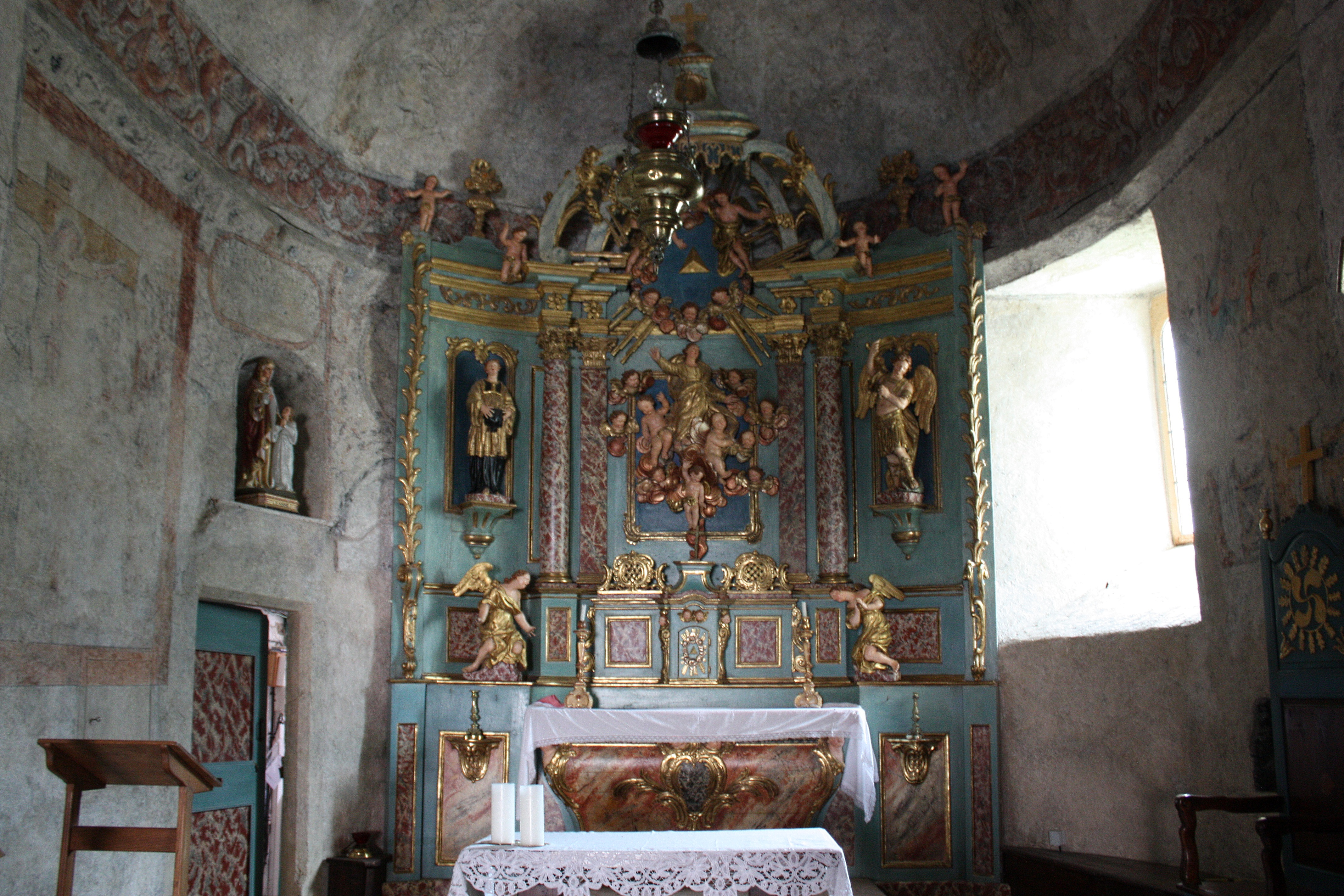
Chor
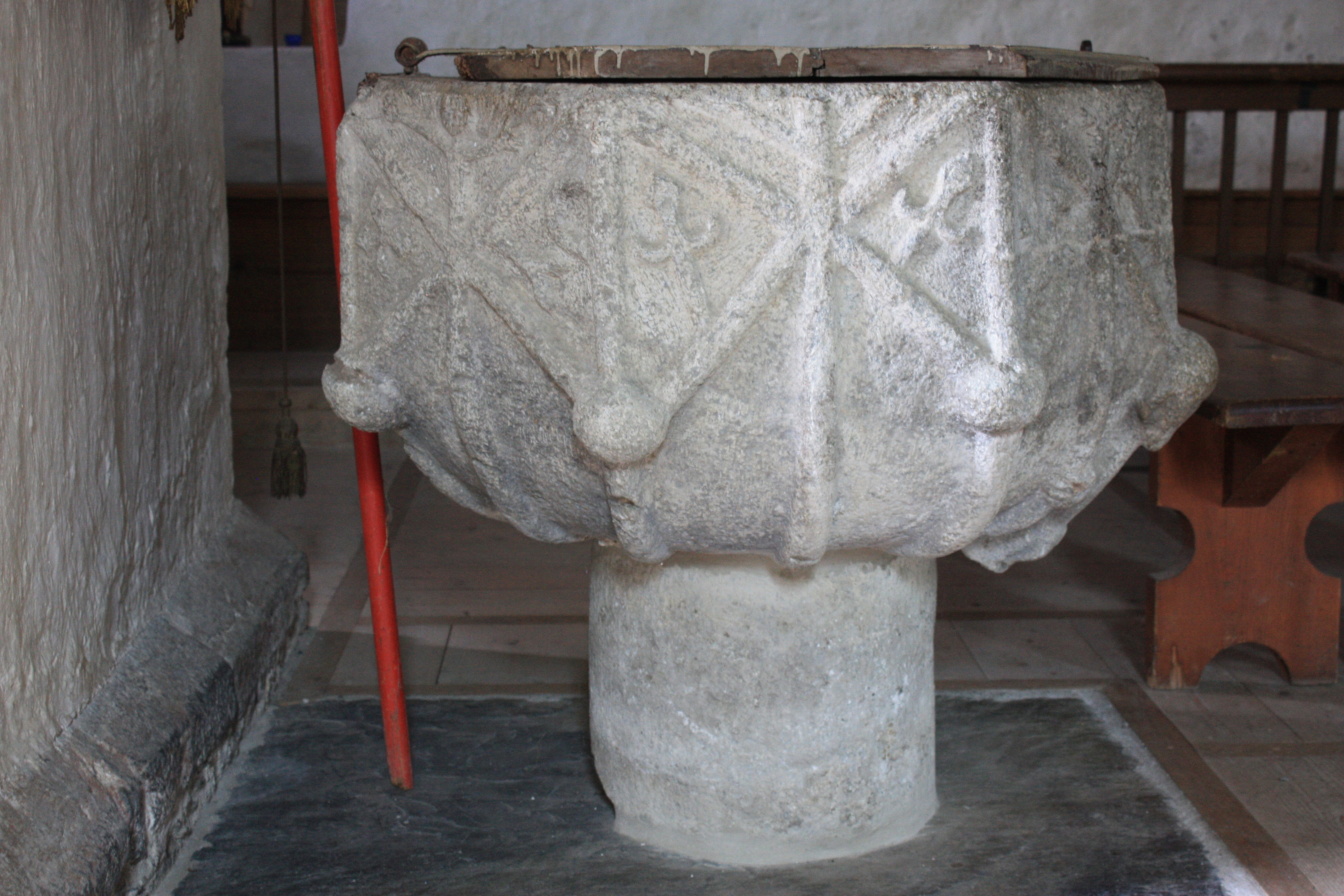
Taufbecken

### Granges foraines
Es handelt sich um Gebäude, die saisonal die Funktion von Scheunen und Ställen besitzen. Die Mehrzahl der Granges foraines von Aulon agglomerieren im Weiler Lurgues auf 1.454 m Höhe ungefähr zwei Kilometer westlich des Zentrums der Gemeinde am Rand der Sommerweiden. Sie wurden in früheren Zeiten im Frühjahr genutzt, bevor die Herden auf die höheren Weiden getrieben wurden, und im Herbst, bevor sie in das Dorf abstiegen, um dort den Winter zu verbringen. Eine asphaltierte Straße führt heute zum Weiler, und die Gebäude sind im Rahmen eines kommunalen Ausbauplans zu Ferienhäuser umgewandelt worden.

## Wirtschaft und Infrastruktur

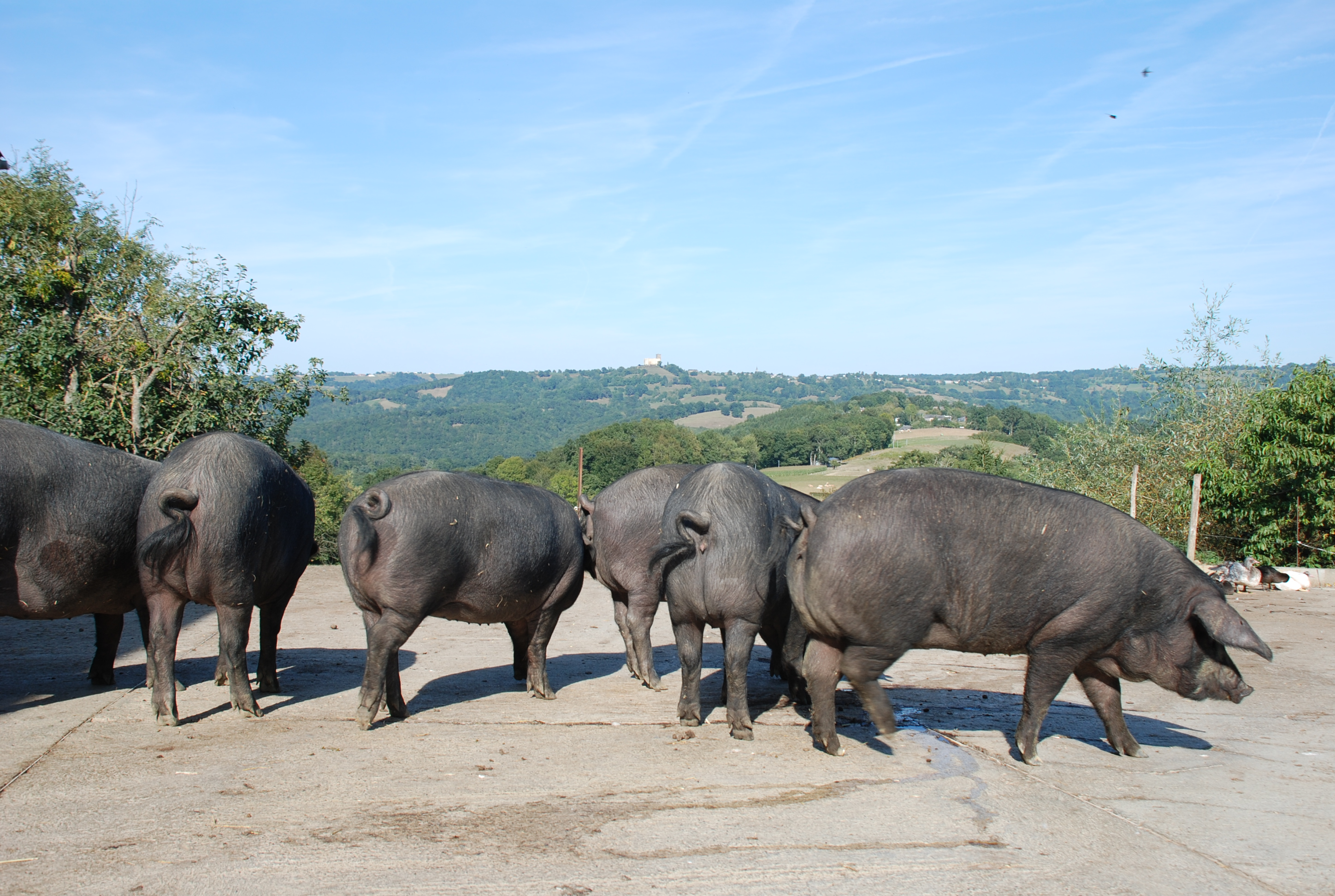
Porcs Noirs de Bigorre

Aulon liegt in der Zone AOC der Schweinerasse Porc noir de Bigorre.

### Verkehr
Aulon ist erreichbar über die Route départementale 30, die in Aulon endet.